# Juan Abugattás
Juan Abugattás Abugattás (Arequipa, 9 de noviembre de 1948-Lima, 14 de junio de 2005) fue un filósofo peruano.

## Trayectoria
Estudió filosofía en la Universidad Nacional Mayor de San Marcos y en la Universidad de Kansas. Su tesis de bachillerato fue “El concepto de análisis en la segunda filosofía de L. Wittgenstein" (1972) y su tesis de licenciatura fue “El sistema de las necesidades y la ética" (1976) en la Universidad Nacional Mayor de San Marcos. Realizó estudios de posgrado gracias a una beca de la Fundación Fulbright. Obtuvo una maestría en filosofía en 1974 con la tesis "Some Remarks Concerning the Notion of ´Semantic Universals´" y se doctoró en 1978 con "Some Remarks Concerning the General Theory of Social Praxis and its Relation to Ethical Theory", bajo la asesoría de Richard Cole.
Durante su estancia en los Estados Unidos fue docente en la Universidad de Kansas y en la Universidad de Kentucky en Lexington. Desde 1979 fue miembro de la American Philosophical Association y fue vocal de la Academia Peruana de la Ciencia y Tecnología hasta marzo de 1994.
Fue docente en el departamento de Filosofía de la Facultad de Letras de la Universidad Nacional Mayor de San Marcos. Asimismo, fue docente en Universidad Peruana Cayetano Heredia, en la Academia Diplomática, en la Facultad de Teología Pontificia y Civil de Lima, en la Universidad del Pacífico y en la Universidad de Lima y Jefe de la Oficina de Calidad y Acreditación de esa casa de estudios.
De manera paralela a su vida académica, desarrolló una intensa vida pública. Escribió regularmente en diversos medios periodísticos, colaboró con la representación diplomática de la Organización para la Liberación de Palestina en el Perú (OLP) y con Amnistía Internacional en la defensa de los derechos humanos. Fue consultor en la Comisión de la Verdad y Reconciliación en el Perú y en el 2001 fue Viceministro de Gestión Pedagógica del Ministerio de Educación.

## Publicaciones
Escribió los siguientes artículos: 
- Latino-.-as definiciones. (Actas de Primer Congreso Nacional de Filosofía. Lima, 1984, Lima, San Marcos, 1984);
- Ideología de la emancipación, (Alberto Adrianzén [ed.], Pensamiento político peruano, Lima, DESCO, 1987);
- De lo universal en Habermas, (David Sobrevilla [ed.]);
- Estudios sobre filosofía alemana reciente, (Lima, Universidad de Lima, 1987);
- El desmoronamiento del entorno, (BIRA, Lima, N.º 18, 1991);
- El Perú y los retos del entorno mundial, (Desde el límite, Lima, IDS, 1992);
- Marco conceptual de la ciencia y la tecnología, (Alma Mater, Lima, N.º 1, 1992);
- El Perú visto más allá de su coyuntura, (Filosofía y sociedad, Cuzco, CBC, 1995);
- Platón y el problema de la representación por medio del lenguaje, (Reflexión y crítica, Año 2/Nº 2 /abril de 2002)
- En busca de un pensamiento crítico: Centro de Estudios Regionales Andinos Bartolomé de Las Casas and Juan Abugattas and Instituto de Pastoral Andina
- Indagaciones filosóficas (Lima, UNMSM, 2005)